# Замок Нючопінґ (Швеція)
Замок Нючопінґ (швед. Nyköpingshus, Nyköpings slott) — середньовічний замок, нині частково зруйнований.  Розташований у Нючопінгу Деякі частини замку використовуються музеєм Сьормланда для виставок.

## Історія будівлі

План розширення замку від середньовіччя до сьогодення.

Напочатку був замок кінця 12 століття, який будувався поетапно. Ймовірно, саме граф Біргер Магнуссон почав будувати замок. За часів Альбрехта Мекленбурзького замок утримував німецький лицар Равен фон Барнекоу, який виконував важливі будівельні роботи в замку, а пізніше також Бо Йонссон Ґрип.
Подальші зміни та розширення були зроблені протягом середньовіччя. Густав Ваза зміцнив замок для оборонних цілей. Збереглася кругла гарматна вежа його часів.
Середньовічний замок був перебудований наприкінці 16 століття герцогом Карлом (пізніше Карлом IX) у замок епохи Відродження. Замок згорів разом з рештою міста в 1665. Не був перебудований, але частина цегли була використана як матеріал при відбудові Королівського палацу в Стокгольмі.
Історію замку від Середньовіччя до сьогодення показано на ескізі. Сірі та зелені поверхні показують межі ренесансного замку. Чорна позначка показує середньовічні межі замку. Пунктирні лінії — сучасні доріжки.
Частини замку були відремонтовані в 20 столітті, і зараз у Королівській вежі розміщені постійні експозиції Музею Сьормланда, а також ресторанний бізнес.
У жовтні 2020 було виявлено раніше невідоме приміщення, яке вважається оборонним, так званим казематом.

## Історичні події
- 10 грудня 1317 — в середньовічному лицарському замку відбувся Нючопінзький бенкет (за хронікою Еріка), різдвяна вечірка, яка закінчилася погано для двох герцогов Еріка і Вальдемара, братів короля Біргера Магнусона.
- 20 вересня 1396 було підписано Нючопінзьке перемир'я, що є однією з найважливіших історичних подій середньовіччя в скандинавських країнах і стало передумовою для утворення Кальмарської унії наступного року.
- 3 березня 1538 відбулося весілля Сванте Стуре та Марти Еріксдоттер Лейонгувуд.
- 30 жовтня 1611 у замку помер Карл IX Ваза.
- 8 листопада 1622 в замку народився Карл X Густав.

## Галерея зображень

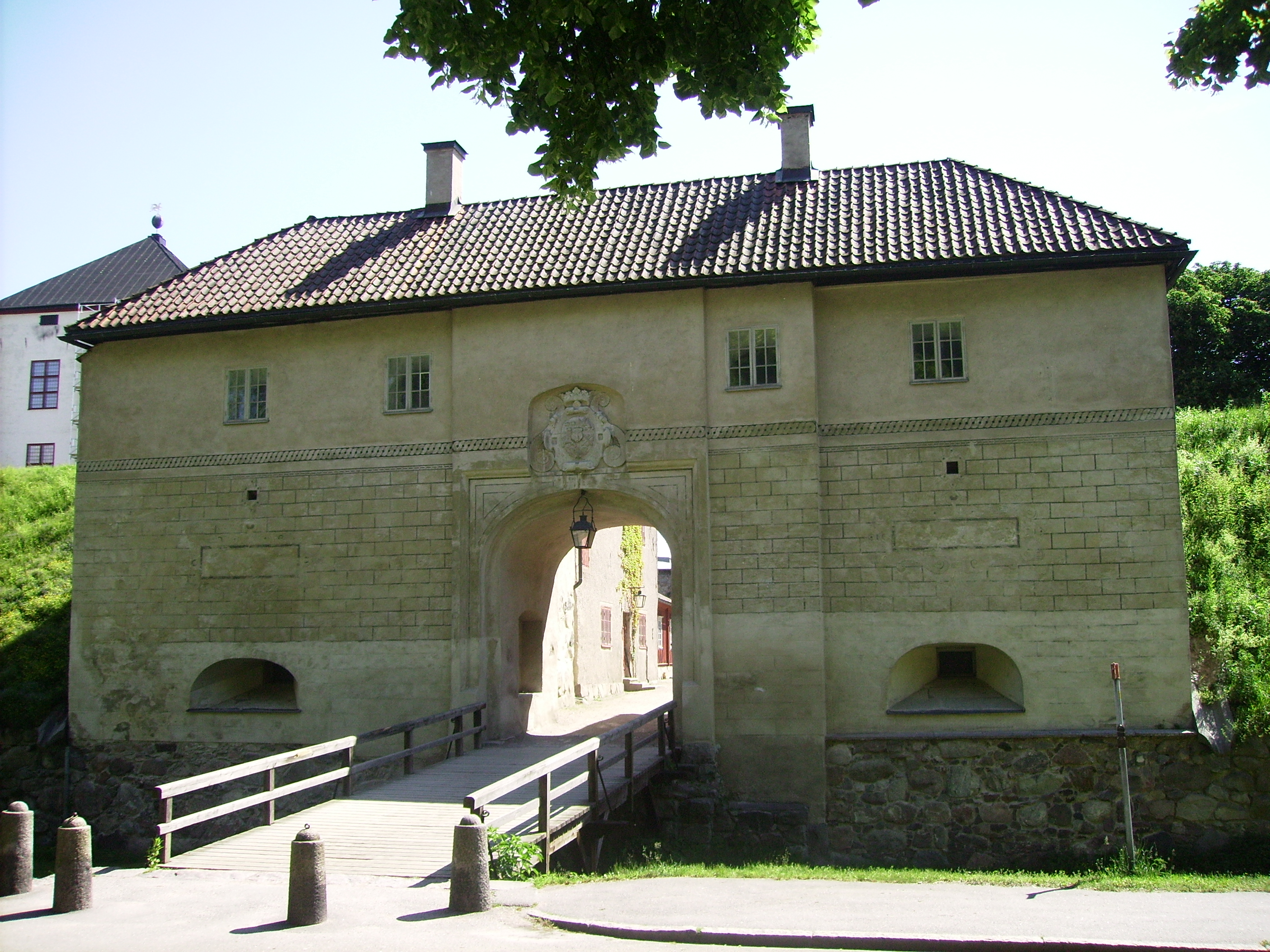
Сторожова брама ззовні.
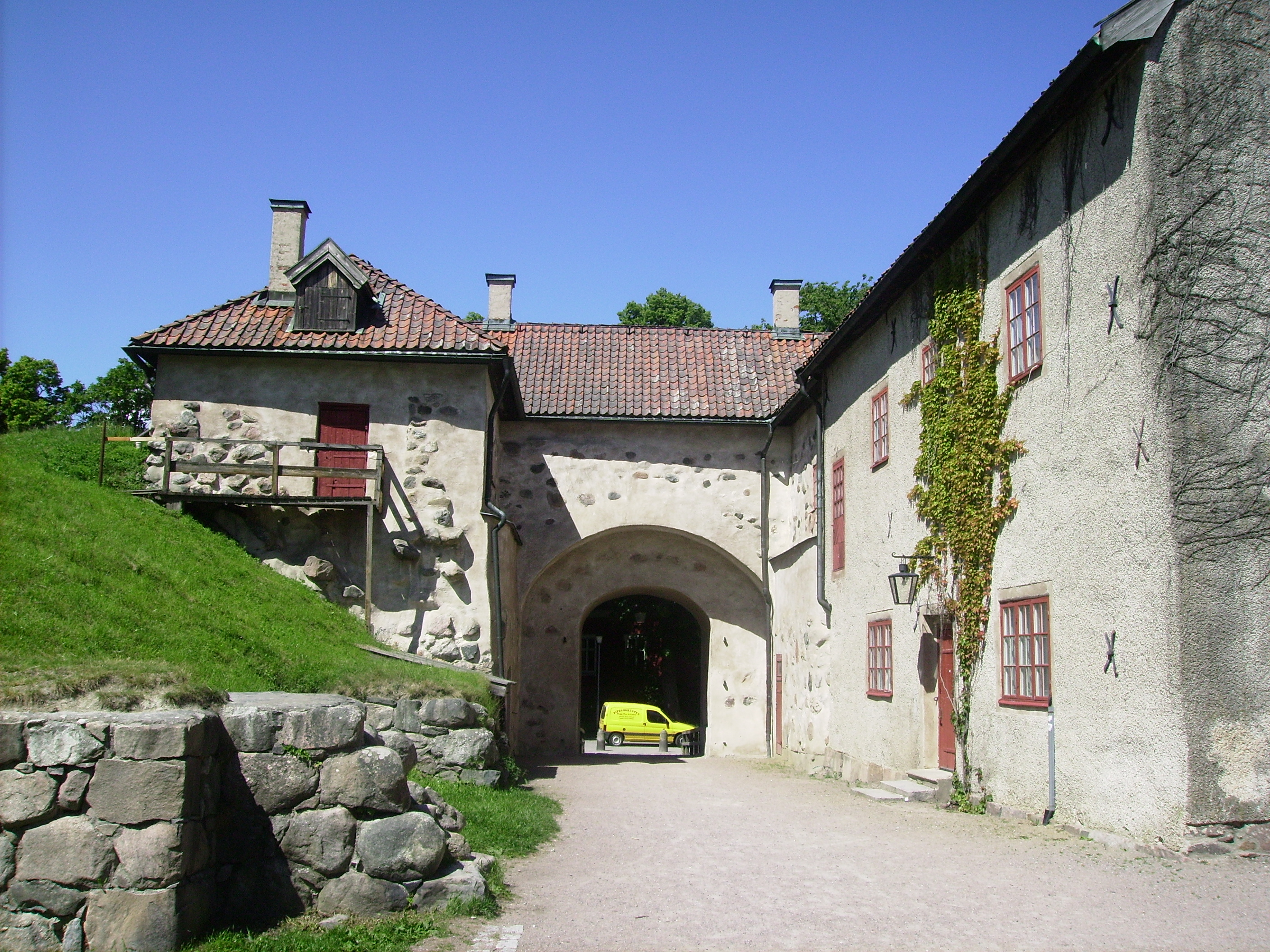
Сторожова брама зсередини.
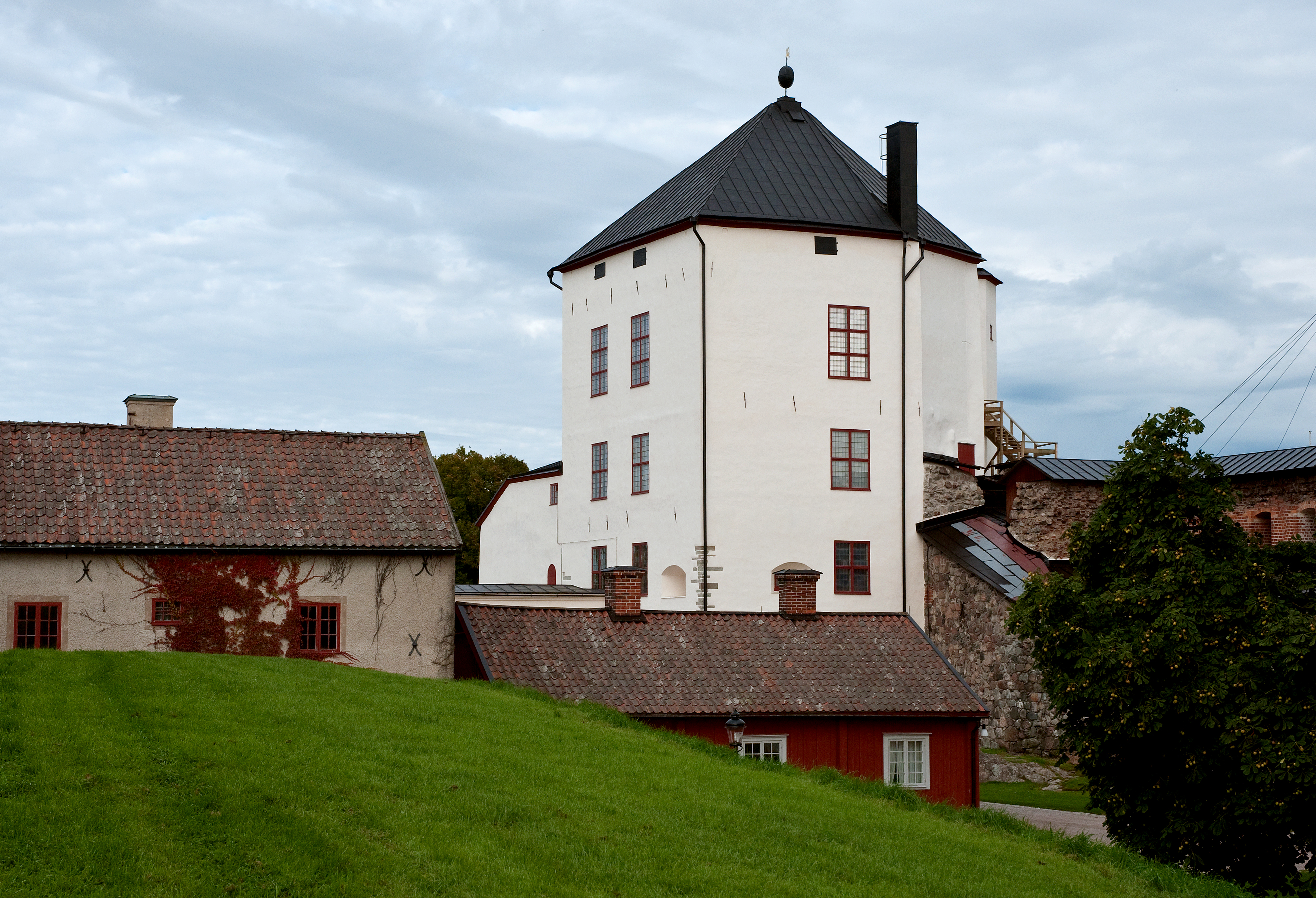
Вежа Кунґсторнет, 2010.
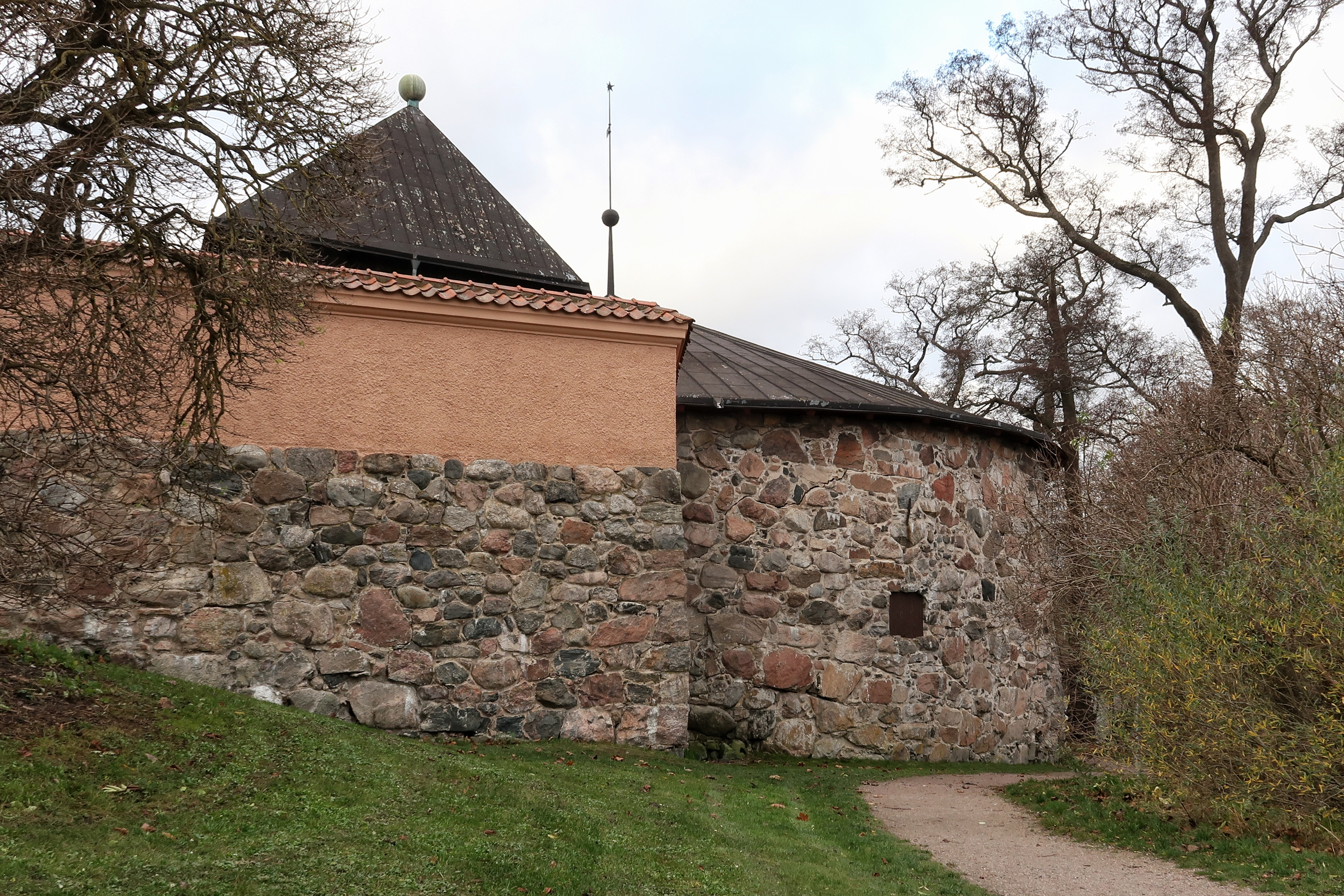
Ронделлен, гарматна вежа Густава Вази.
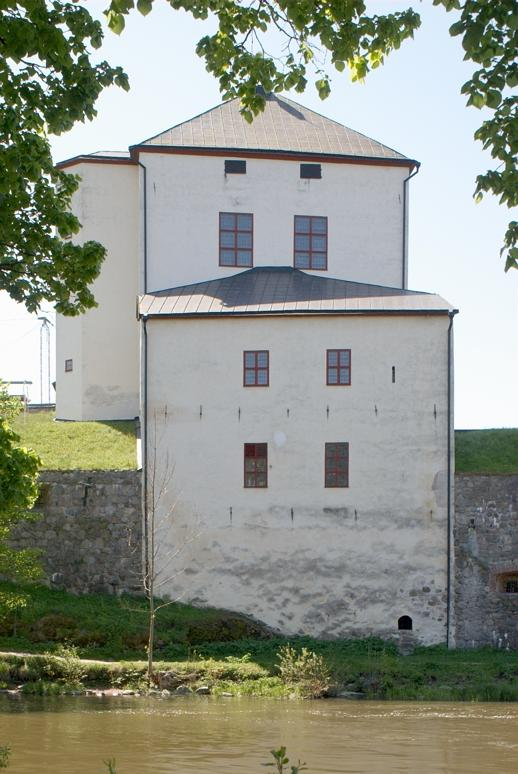
Вежа Кунґсторнет.
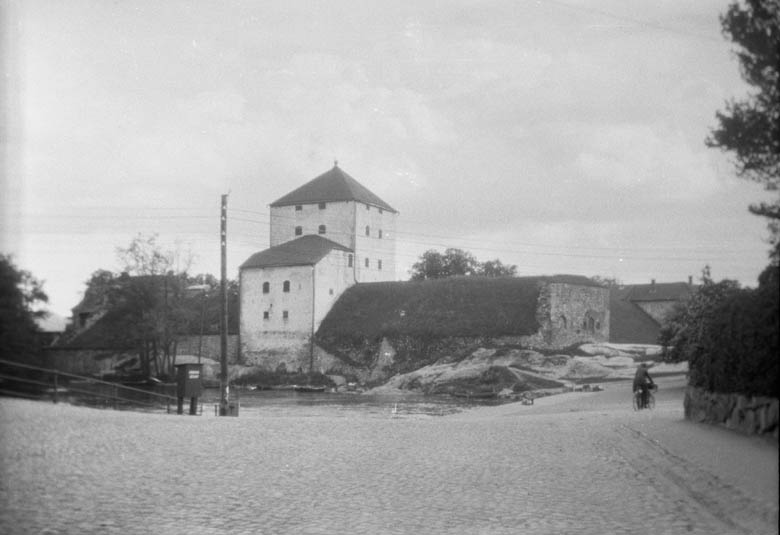
Нючопінґ, 1928 р.
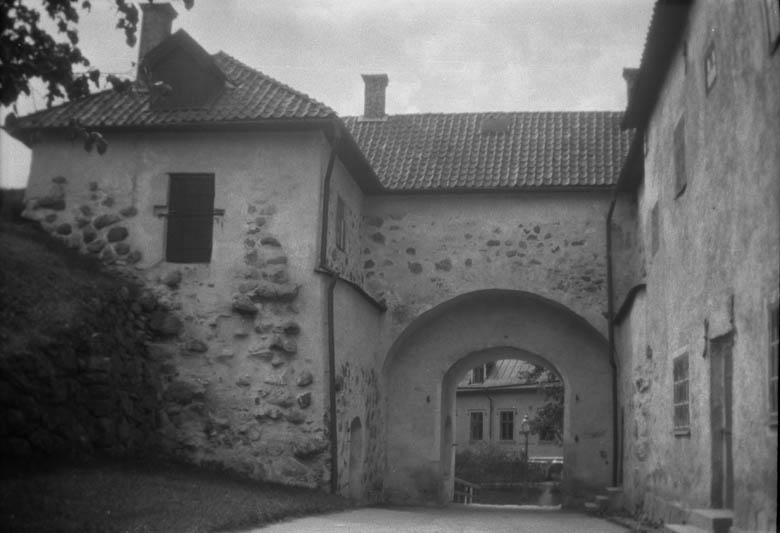
Портгусет, 1928 р.

## Старіші зображення Нючопінґа в мистецтві

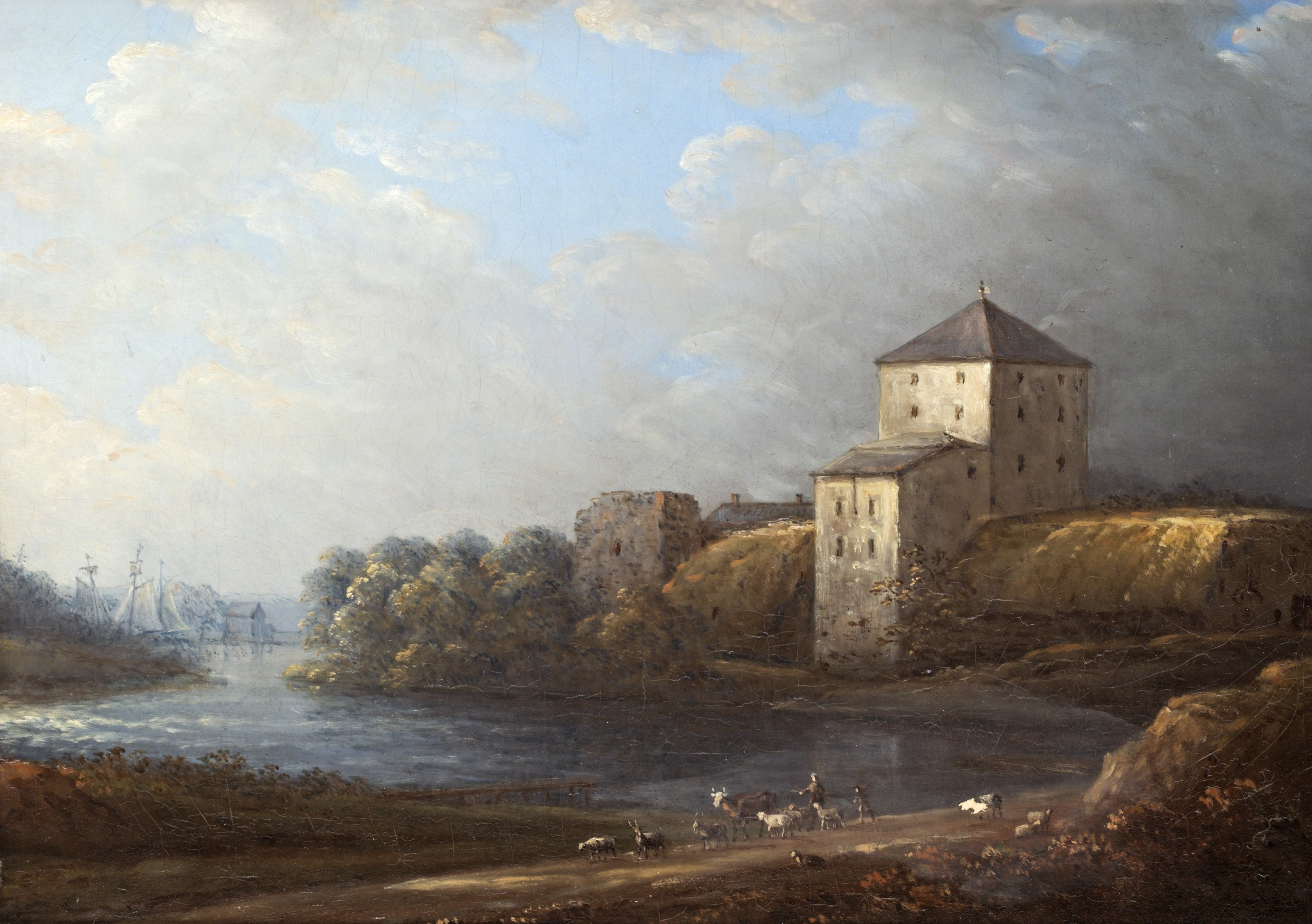
Нючопінґ на олійній картині Карла Йогана Фалькранца (1774-1861) першої половини 19 століття.
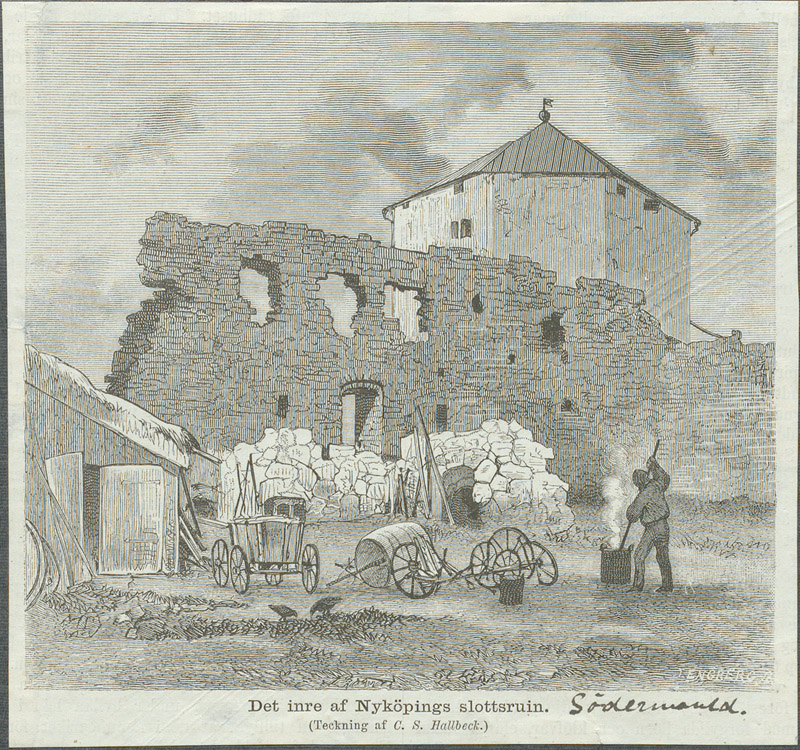
З інтер’єру будівлі Нючопінга. Ксилографія Йонаса Енґберґа в "Ny Illustrerad Tidning" за малюнком Карла Сванте Голбека приблизно 1880 р.
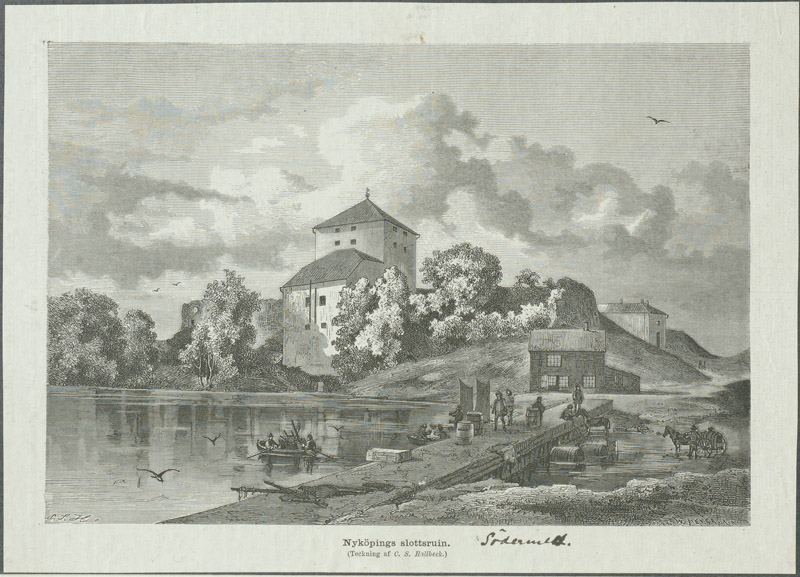
Кунґсторнет. Ксилографія Вільгельма Мейєра за малюнком олівцем Карла Сванте Гальбека, друга половина 19 ст.
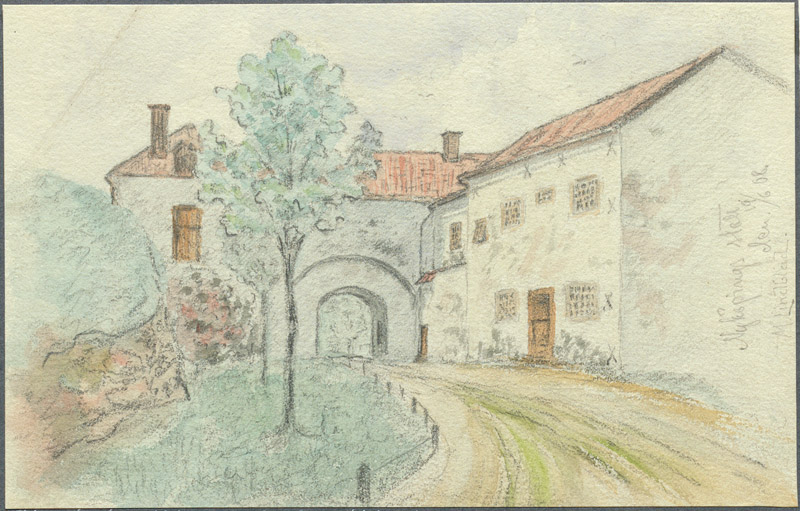
Нючопінґ, малюнок М. Ліндблада акварельним олівцем від 19 червня 1908.

## Зовнішні посилання
- Slottsguiden.info [Архівовано 13 січня 2022 у Wayback Machine.]
- Nyköpingshus historia - Sörmlands museum